# Kirwan (Familie)

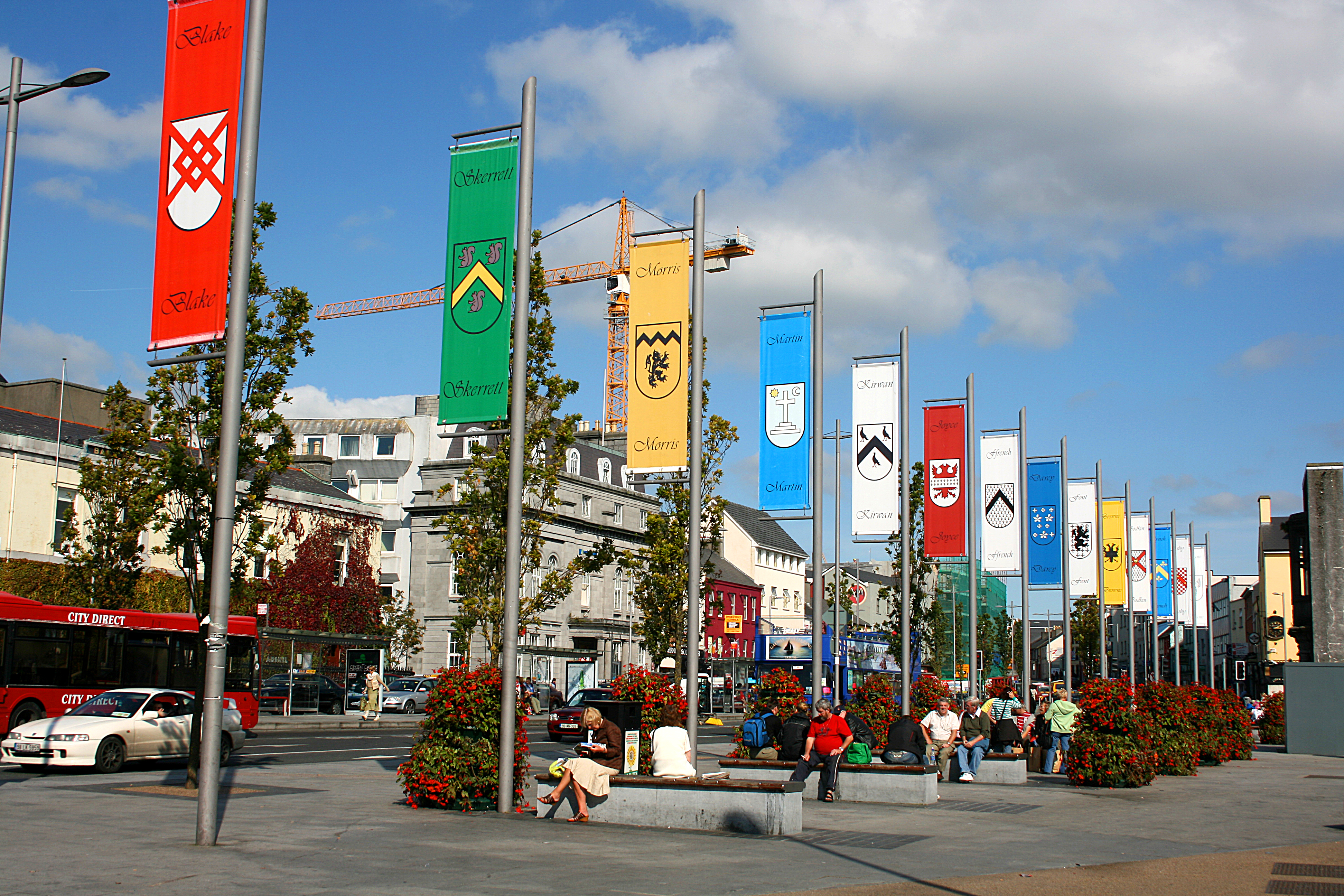
Die Fahnen der Tribes am Eyre Square

Die Familie Kirwan aus Galway gehört zu jenen 14 Familien, die die Stämme von Galway (englisch Tribes of Galway) genannt werden und Jahrhunderte die Stadt und das Umland im County Galway beherrschten.

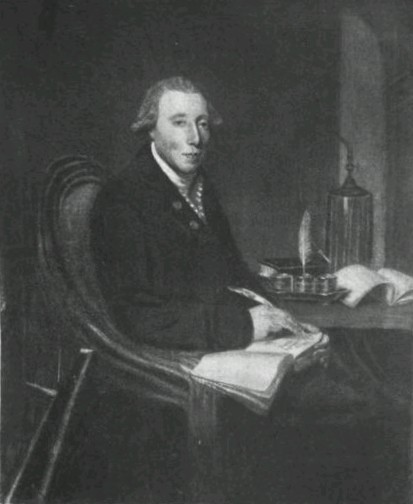
Richard Kirwan

Die Kirwans waren unter Umständen (sh. Martin) die einzige Familie irischer Herkunft unter den Stämmen von Galway. Sie führen ihre Abkunft auf den zweiten Sohn von Milesius zurück, einen der mythischen Gaels. Sie behaupteten, dass sie von Maoldabhreac, Sohn des Fiobhrann, Sohn des Finghin aus Heremon, zweiter Sohn von Milesius abstammen. Er wurde Vater von Ciorrovan oder Kirrovan, von dem alle irischen Kirwans abstammen. Sie hinterließen viele Burgen im Umland von Galway, einschließlich Cregg Castle in Corrandulla (erbaut 1648), Castle Hackett (erworben im 15. Jahrhundert – heute Ruine), Gardenfield Castle bei Tuam. Die Kirwan's Lane, eine mittelalterliche Straße und ein Kreisverkehr in Galway sind nach der Familie benannt.
Sie scheinen sich während der Regierungszeit Heinrich VI. (1422–1471) in Galway niedergelassen zu haben. Die erstüberlieferten sind William Kirwan und seine Kinder. Einige glauben, dass sie zur Familie Kirwicke gehörten, die schon früher unter den Einwohnern der Stadt aufgeführt sind. Diese Annahme ist wahrscheinlich, da die Orthographie des Namens der jetzt allgemein Kirwan geschrieben wird, verschiedene Änderungen erfuhr: O'Quirivan, Kyrvan, Kerovan, Kirevane. Sechs Träger des Namens waren Bürgermeister von Galway.
Bekannte Mitglieder der Familie sind Dean Kirwan und Richard Kirwan, (1733–1812) Esquire von Cregg.
Die Familien Blindwell, Castlehackett, Cregg, Gardenfield, Glan, Hillsbrook und Woodfield im County Galway sowie der Dalgin im County Mayo sind die wichtigsten Nachkommen der Träger des Namens.